# Corydalis buschii
Corydalis buschii là một loài thực vật có hoa trong họ Anh túc. Loài này được Nakai mô tả khoa học đầu tiên năm 1914.

## Hình ảnh

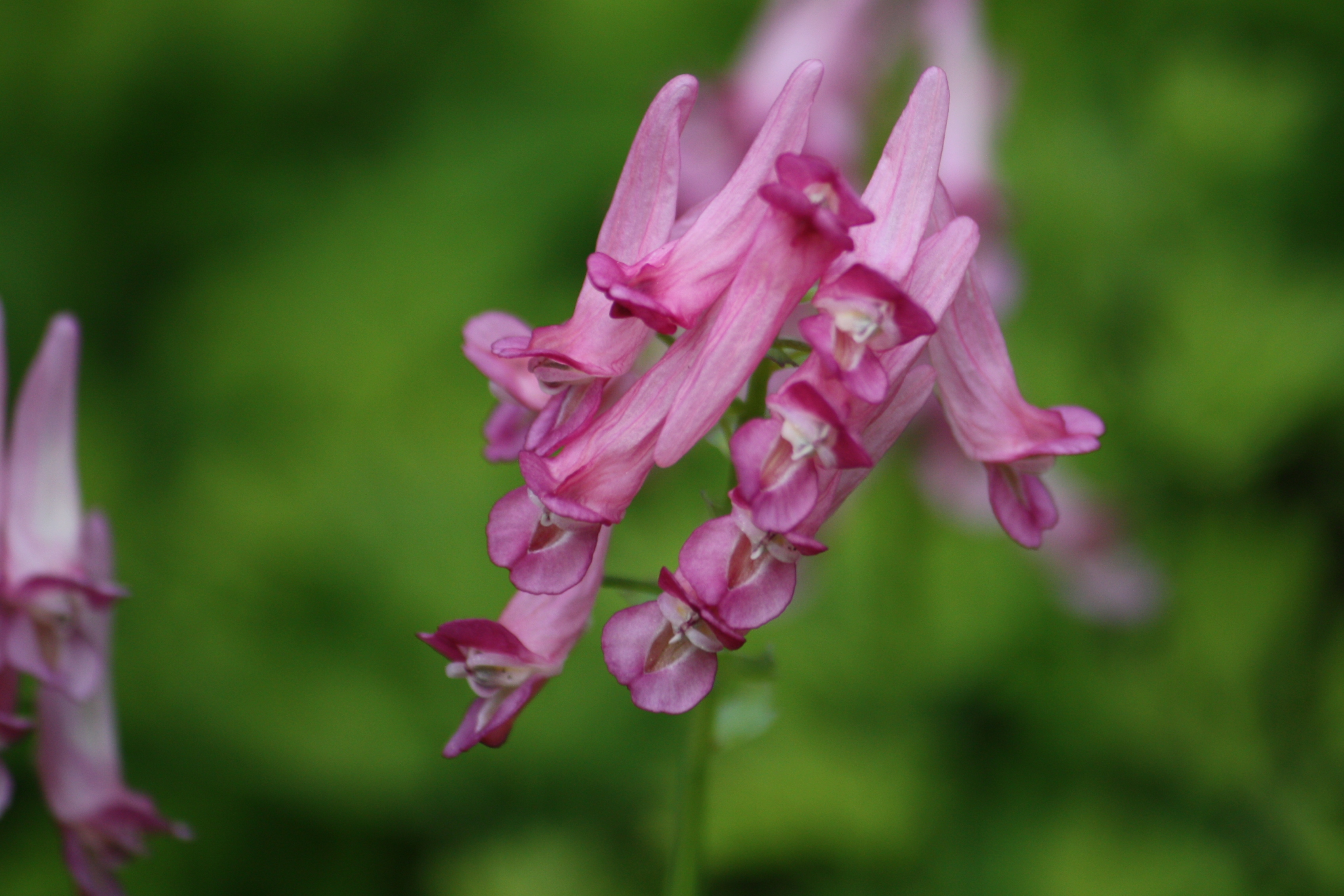
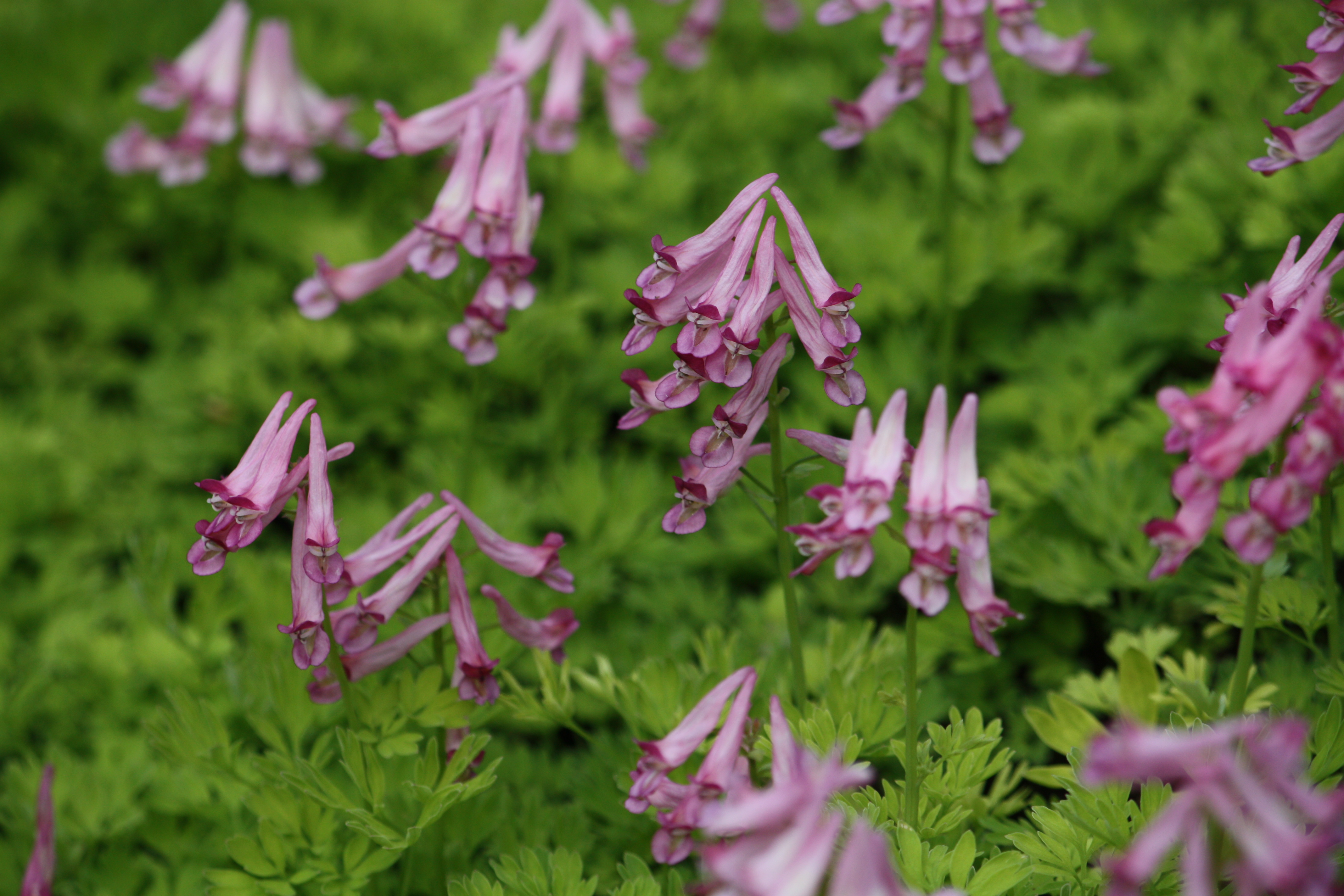